# Liste der Länderspiele der komorischen Futsalnationalmannschaft
Die nachfolgende Liste enthält alle Länderspiele der komorischen Futsalnationalmannschaft der Männer, die der Fußballverband der Komoren, die Fédération comorienne de football (FCF), im Jahr 2017 gegründet hat. Futsal ist die einzige von der FIFA anerkannte Variante des Hallenfußballs. Bisher wurden drei Länderspiele ausgetragen, von denen jedoch eins von der FIFA nicht anerkannt wird.

## Länderspielübersicht
Legende
- Erg. = Ergebnis
- n. V. = nach Verlängerung
- i. S. = im Sechsmeterschießen
- abg. = Spielabbruch
- H = Heimspiel
- A = Auswärtsspiel
- * = Spiel auf neutralem Platz
- Hintergrundfarbe grün = Sieg
- Hintergrundfarbe gelb = Unentschieden
- Hintergrundfarbe rot = Niederlage

| Nr.                    | Datum      | Erg. | Gegner    |   | Austragungsort                            | Anlass                                       | Bemerkungen |
| ---------------------- | ---------- | ---- | --------- | - | ----------------------------------------- | -------------------------------------------- | --- |
| 1                      | 16.03.2018 | 2:7  | Mauritius | A | Vacoas-Phoenix (MRI), Paillotte Gymnasium | Mauritius International Futsal Challenge Cup | Erstes Auswärtsspiel Erste Niederlage Erste Auswärtsniederlage Höchste Auswärtsniederlage Erstes Länderspiel gegen Mauritius                                       |
| 2                      | 17.03.2018 | 0:16 | Südafrika | * | Vacoas-Phoenix (MRI), Paillotte Gymnasium | Mauritius International Futsal Challenge Cup | Erstes Spiel auf neutralem Platz Erste Niederlage auf neutralem Platz Höchste Niederlage Höchste Niederlage auf neutralem Platz Erstes Länderspiel gegen Südafrika |
| 3                      | 18.03.2018 | 1:7  | Réunion   | * | Vacoas-Phoenix (MRI), Paillotte Gymnasium | Mauritius International Futsal Challenge Cup | Länderspiel wird von der FIFA nicht anerkannt, da Réunion kein FIFA-Mitglied ist Erstes Länderspiel gegen Réunion                                                  |
| Stand: 27. August 2018 |            |      |           |   |                                           |                                              | |

## Statistik
In der Statistik werden nur die offiziellen Länderspiele berücksichtigt.
Legende
- Sp. = Spiele
- Sg. = Siege
- Uts. = Unentschieden
- Ndl. = Niederlagen
- Hintergrundfarbe grün = positive Bilanz
- Hintergrundfarbe gelb = ausgeglichene Bilanz
- Hintergrundfarbe rot = negative Bilanz

### Gegner
| Land      | Kontinentalverband | Sp. | Sg. | Uts. | Ndl. | Torverhältnis |
| --------- | ------------------ | --- | --- | ---- | ---- | ------------- |
| Mauritius | CAF                | 1   | 0   | 0    | 1    | 2:7           |
| Réunion   | CAF                | 1   | 0   | 0    | 1    | 1:7           |
| Südafrika | CAF                | 1   | 0   | 0    | 1    | 00:16         |
| Gesamt    | Gesamt             | 3   | 0   | 0    | 3    | 03:30         |

### Kontinentalverbände
| Kontinentalverband                 | Sp. | Sg. | Uts. | Ndl. | Torverhältnis |
| ---------------------------------- | --- | --- | ---- | ---- | ------------- |
| AFC (Asien)                        | 0   | 0   | 0    | 0    | 0:0           |
| CAF (Afrika)                       | 3   | 0   | 0    | 3    | 03:30         |
| CONCACAF (Nord- und Mittelamerika) | 0   | 0   | 0    | 0    | 0:0           |
| CONMEBOL (Südamerika)              | 0   | 0   | 0    | 0    | 0:0           |
| OFC (Ozeanien)                     | 0   | 0   | 0    | 0    | 0:0           |
| UEFA (Europa)                      | 0   | 0   | 0    | 0    | 0:0           |
| Gesamt                             | 3   | 0   | 0    | 3    | 03:30         |

### Anlässe
| Anlass                                              | Sp. | Sg. | Uts. | Ndl. | Torverhältnis |
| --------------------------------------------------- | --- | --- | ---- | ---- | ------------- |
| Mauritius-International-Futsal-Challenge-Cup-Spiele | 3   | 0   | 0    | 3    | 03:30         |
| Freundschaftsspiele                                 | 0   | 0   | 0    | 0    | 0:0           |
| Gesamt                                              | 3   | 0   | 0    | 3    | 03:30         |

### Spielarten
| Spielart                       | Sp. | Sg. | Uts. | Ndl. | Torverhältnis |
| ------------------------------ | --- | --- | ---- | ---- | ------------- |
| Heimspiele (H)                 | 0   | 0   | 0    | 0    | 0:0           |
| Spiele auf neutralem Platz (*) | 2   | 0   | 0    | 2    | 01:23         |
| Auswärtsspiele (A)             | 1   | 0   | 0    | 1    | 2:7           |
| Gesamt                         | 3   | 0   | 0    | 3    | 03:30         |

### Austragungsorte
| Austragungsort | Land      | Sp. | Sg. | Uts. | Ndl. | Torverhältnis |
| -------------- | --------- | --- | --- | ---- | ---- | ------------- |
| Vacoas-Phoenix | Mauritius | 3   | 0   | 0    | 3    | 03:30         |
| Gesamt         | Gesamt    | 3   | 0   | 0    | 3    | 03:30         |

### Spielergebnisse
|      | Gegentore | Gegentore | Gegentore | Gegentore | Gegentore | Gegentore | Gegentore | Gegentore | Gegentore | Gegentore | Gegentore | Gegentore | Gegentore | Gegentore | Gegentore | Gegentore | Gegentore |
| Tore | 0         | 1         | 2         | 3         | 4         | 5         | 6         | 7         | 8         | 9         | 10        | 11        | 12        | 13        | 14        | 15        | 16        |
| ---- | --------- | --------- | --------- | --------- | --------- | --------- | --------- | --------- | --------- | --------- | --------- | --------- | --------- | --------- | --------- | --------- | --------- |
| 0    | -         | -         | -         | -         | -         | -         | -         | -         | -         | -         | -         | -         | -         | -         | -         | -         | 1         |
| 1    | -         | -         | -         | -         | -         | -         | -         | 1         | -         | -         | -         | -         | -         | -         | -         | -         | -         |
| 2    | -         | -         | -         | -         | -         | -         | -         | 1         | -         | -         | -         | -         | -         | -         | -         | -         | -         |